# 965

## مواليد
- 11 يونيو - هشام المؤيد بالله، الخليفة الثالث لقرطبة من الأمويون.
- ابن الهيثم أبو على البصري، عالم بصريات وهندسة له عدة مكتشفات.

## وفيات
- أبو الطيب المتنبي الشاعر المعروف. (ولد 915 م)
- موسى بن حنوخ، كبير حاخامات الأندلس.